# Maturalno putovanje
Maturalno putovanje ili ekskurzija je izraz kojim se opisuje višednevni zajednički izlet učenika završnih razreda srednje škole. Obično je na rasporedu tokom školskog raspusta, a na području bivše Jugoslavije pred kraj letnog raspusta, odnosno u u avgustu ili septembru, pre početka završne nastavne godine. Kao i kod većine školskih ekskurzija, nominalna svrha maturalnog putovanja je edukacijska, odnosno omogućavanje učenika da se upoznaju sa prirodnim i kulturnim atrakcijama; maturalno putovanje takođe predstavlja svojevrsni ritual zrelosti tokom koga učenici obično prvi put duže vremena provode bez kontrole roditelja, odnosno preuzimaju odgovornost koja bi trebalo da dođe sa punoletnošću. Za same učenike glavni motiv maturalnog putovanja je zabava, odnosno nastojanje da se steknu "nezaboravne" uspomene iz mladosti.
Organizacija, finansiranje i trajanje maturalnog putovanja ovise o obrazovnom sistemu i socioekonomskim prilikama pojedine zemlje. Na području bivše Jugoslavije se ustalio običaj da maturalna putovanja finansiraju porodice učenika, odnosno da kao odredišta služe strane zemlje. Putovanja obično traju oko sedmicu dana, a kao transportno sredstvo služi autobus, ređe brodovi i avioni.
U srpskom jeziku ustalila se poštapalica da se nešto gubi kao nevinost na eskurziji. Pitanje je da li u tim rečima ima istine s obzirom da većina ljudi ima prvi seks pre četvrtog razreda srednje škole. Najčešće destinacije srpskim maturantima su Grčka, Mađarska, Češka, Austrija, Italija, Francuska i Španija, a ređe Portugal, Tunis, Malta, Nemačka, Holandija i Ujedinjeno Kraljevstvo. 